# JB Gymnasiet

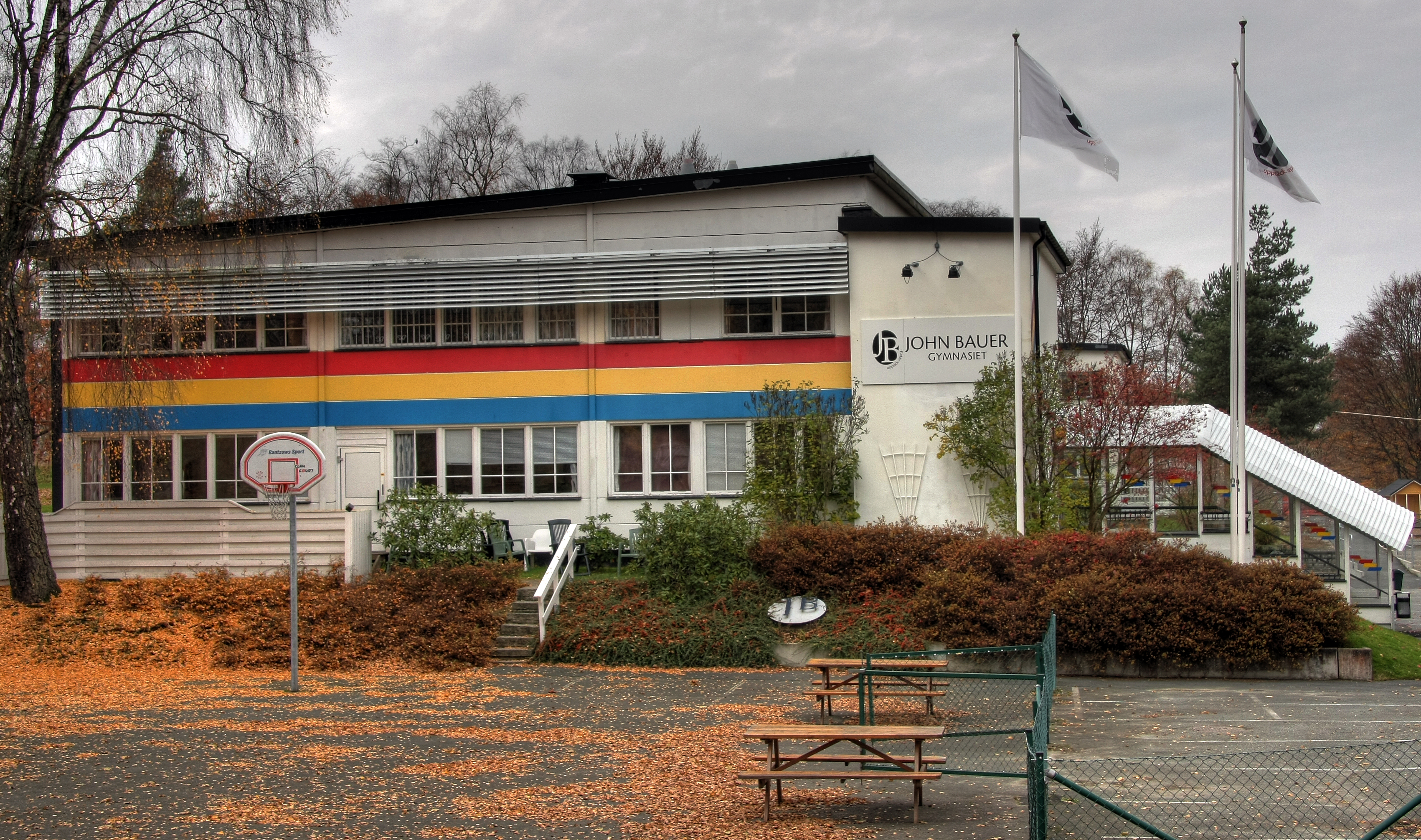
JB Gymnasiet i Hässleholm.

JB Gymnasiet (tidigare John Bauergymnasiet) var ett svenskt skolföretag, som grundades 2000 och gick i konkurs 2013. Entreprenören bakom JB-konceptet var Rune Tedfors, som under 1990-talet hade drivit ett företag inriktat mot uppdragsutbildningar inom enklare datahantering. Efter friskolereformen 1992 föddes tanken på att vidareutveckla utbildningskonceptet och 1999 ansökte Tedfors om att få starta ett friskolegymnasium.
Vid konkursen 2013 var JB-koncernen etablerat med gymnasieskolor på omkring 20 orter. Totalt studerade 10.500 elever på 30 olika skolenheter 2013. Verksamheten drevs i enlighet med ett särskilt franchisingkoncept med inriktning på IT, media och entreprenörskap. Bland övriga program fanns hälsa & idrott, estetik, floristik & dekoration, frisör, fordonsteknik, bageri & konditori, hotell & restaurang, samhällskunskap samt teknik & design. Den första skolan öppnades i Jönköping höstterminen 2000 på A6-området. Denna namngavs efter konstnären John Bauer. Hans namn och alster återkom under de första åren ofta inom skolans profil. 
År 2002 startades skolor på ytterligare nio orter: Alvesta, Sundsvall, Umeå, Halmstad, Karlshamn, Örebro, Malmö, Norrköping och Borås. Under 2005 flyttades skolan i Alvesta till Växjö. År 2007 fanns John Bauergymnasiet på 27 orter i Sverige. John Bauergymnasierna såldes i oktober 2008 till det danska riskkapitalistföretaget Axcel. År 2009 avvecklades John Bauergymnasiet i Örnsköldsvik. År 2012 bytte skolan namn från John Bauergymnasiet till JB Gymnasiet. 
Inför läsåret 2013/14 beslutade företaget att skolorna i Karlshamn, Borås, Uddevalla, Sundsvall, Värnamo samt Umeå skulle läggas ner från och med höstterminen 2013. Även pågående program omfattades av besluten. I april 2013 lades ett program ner i Jönköping. Från maj 2013 avvecklades skolorna. Skolorna såldes till andra intressenter och de skolor som inte gick att sälja lades ned. I Stockholm, Uppsala, Västerås, Örebro, Eskilstuna och Sundbybergs kommun tog Stockholms Stadsmission över verksamheten för att bli Grillska Gymnasiet. I Gävle och Lund var det Realgymnasiet som tog över. I Kalmar, Ystad och Växjö togs skolan över av Karl-Oskarskolan.
JB Gymnasiets pedagogik byggde ursprungligen på så kallat "problembaserat lärande", men övergick senare till att betona att undervisningen skulle byggas kring ett tema, eller ett projekt, där det praktiska stod i centrum, och att man skulle arbeta utifrån det pedagogiska konceptet entreprenöriellt lärande. I stället för traditionella timbaserade lektioner efterliknades arbetslivet genom indelning i två tretimmarspass per dag. 

## Granskning i media och av Skolinspektionen
I början av november 2007 granskades skolan av TV4 och kritiserades konceptet och enskilda skolor. 
Journalisterna Kristina Lagerström och Johan Zachrisson Winberg på Sveriges Television belönades med Guldspaden 2013 för ett antal nyhetsinslag våren 2013 och för dokumentären Skolfesten, som sändes den 24 oktober 2013 med motiveringen "för att genom en gedigen granskning ha visat hur riskkapitalbolagen gjort den svenska skolan till en handelsvara". Detta ledde till att finansministern Anders Borg gjorde ett uttalande, i vilket han sade sig vara mot riskkapitalbolagens kortsiktiga ägande, vilket också fick stöd av utbildningsministern Jan Björklund. Miljöpartiet bad i en debattartikel om ursäkt för att ha varit med om att driva fram "regler som skulle göra det lättare att starta och driva friskola".
Den tidigare huvudägaren Rune Tedfors (född 1946) hade genom den skattefinansierade skolpengen blivit mångmiljonär, och granskningen visade därtill på ett stort antal brister inom skolverksamheten.
Under vårterminen 2012 kritiserades kunskapsresultaten på nio John Bauergymnasier, vilka drevs av Utbildningsföretaget Ultra Education i Norden AB. Den 14 juni 2012 riktade Skolinspektionen kritik mot koncernen och menade att utbildningsföretaget behövde agera kraftfullt för att förbättra kunskapsresultaten.